# 卡利辛斯科耶湖
59°54′36″N 29°07′24″E / 59.91°N 29.1233°E
卡利辛斯科耶湖（俄语：Калищинское озеро），是俄羅斯的湖泊，位於該國西北部，由列寧格勒州負責管轄，長0.64公里、寬0.59公里，面積0.38平方公里，海拔高度7.2米，湖岸線長度1,939公里，平均水深0.8米，最大水深2.7米。